# Алёшины сказки
«Алёшины сказки» — мультипликационный фильм Романа Качанова, выпущенный студией «Союзмультфильм» в 1964 году.
В фильме чередуются чёрно-белые игровые сцены и цветные кукольные мультипликационные эпизоды с игрушками, показывающие мечты маленького мальчика Алёши.

## Сюжет
Маленький мальчик Лёша, оставшись один дома, мечтает сам поехать к любимой бабушке в город Егорьевск на её завтрашний День рождения, так как родителям некогда. Произнося волшебные слова: «Сарынь-на-пынь-на-пок!», Алёша оживляет Паровоз, который отправляется в дальний путь. По пути встречается знакомая Корова, которая передаёт Паровозу букет для бабушки. А Паровоз набирает бабушке грибов. Мечтая нарисовать бабушке картину, Алёша ищет потерявшийся любимый двухсторонний красно-синий карандаш, который находит Мышка. В благодарность за это её кормят кашей и избавляют от страшной мышеловки волшебными словами: «Сарынь-на пынь-на пок!». Решив подарить бабушке ещё и Золотую рыбку, мальчик снова произносит волшебные слова: «Сарынь-на пынь-на пок!» и отправляет на рыбалку игрушечных солдатиков. Но солдатики не смогут ружьями выловить Рыбку — для этого нужны подъёмные краны. С помощью волшебных слов солдатики превращаются в семью кранов: папа Кран, мама Краниха и маленький Кранёнок, которые отправляются к Синему морю, по пути встречаясь с грозным Львом. Благополучно добравшись до Моря, Краны забрасывают свои крючки, вылавливая то большого Кита, то гигантскую Акулу, и только Кранёнок вылавливает маленькую Рыбку.
В конце концов Лёша решает наутро произнести свои волшебные слова, чтобы бабушка сама приехала в к нему гости…

## Создатели
- Авторы сценария — Георгий Балл, Геннадий Цыферов
- Режиссёр — Роман Качанов
- Операторы — Иосиф Голомб, Михаил Каменецкий
- Художники — Е. Медведев, Алина Спешнева
- Композитор — Андрей Бабаев
- Звукооператор — Георгий Мартынюк
- Мультипликаторы-кукловоды: Юрий Клепацкий, Мария Зубова, К. Мамонов, Павел Петров, Вячеслав Шилобреев
- В роли Алёши — Павлик Бабаевский
- Текст читает — Мария Виноградова
- Куклы и декорации изготовили: Владимир Аббакумов, Валерий Петров, Павел Гусев, Фёдор Олейников, Галина Геттингер, Вера Черкинская, Борис Караваев, Семён Этлис
- под руководством — Романа Гурова